# Бастунский сельсовет
Бастунский сельсовет — административная единица на территории Вороновского района Гродненской области Республики Беларусь. Административный центр — деревня Бастуны.

## Состав
Бастунский сельсовет включает 19 населённых пунктов:
- Бастуны — деревня.
- Болотники — деревня.
- Больси — деревня.
- Веканцы — хутор.
- Гильвинцы — деревня.
- Дайлидки — деревня.
- Дайнова — деревня.
- Довкни — деревня.
- Занюны — хутор.
- Лавцуны — деревня.
- Лопатишки — деревня.
- Микянцы — деревня.
- Рачкуны — деревня.
- Романы — деревня.
- Соколы — деревня.
- Темный Дол — деревня.
- Тешкели — деревня.
- Трокели — агрогородок.
- Шнуровичи — деревня.

## Культура
- Музейная комната истории школы "ГУО "Учебно-педагогический комплекс Бастунские ясли-сад базовая школа" в д. Бастуны
- Историко-краеведческий музей ГУО "Учебно-педагогический комплекс Трокельские ясли-сад - базовая школа" в аг. Трокели

## Достопримечательность
- Железнодорожная станция (1884 г.) в д. Бастуны
- Католическая церковь Посещения Пресвятой Девы Марии в аг. Трокели